# CoachingOurselves
CoachingOurselves é uma metodologia de aprendizado voltada para a formação de gestores e baseada no princípio de aprendizado reflexivo em grupo.
Criada pelos autores Henry Mintzberg e Phil LeNir, o método possui tópicos dos autores Philip Kotler, David Ulrich, Marshal Goldsmith, John Seely Brown, Edgar Schein, Ricardo Semler entre outros.
Nesta metodologia pequenos grupos de gestores reúnem-se para debater temas de gestão, com o objetivo de desenvolver conhecimento sobre determinado tópico.